# EA Black Box
EA Black Box (anciennement Black Box Games) était une société canadienne de développement de jeux vidéo, fondée en 1998 par d'anciens employés de chez Radical Entertainment.
Le studio a auparavant développé des jeux pour divers éditeurs, tels Sega, Midway et Electronic Arts. Après avoir été acquis en juin 2002, il devient une filiale d'Electronic Arts. L'entreprise ferme en avril 2013.

## Jeux développés
- NHL 2K (Dreamcast, 2000)
- NASCAR 2001 (PlayStation, 2000)
- NHL Hitz 2002 (GameCube, PlayStation 2, Xbox, 2001)
- Sega Soccer Slam (GameCube, PlayStation 2, Xbox, 2002)
- NHL Hitz 2003  (GameCube, PlayStation 2, Xbox, 2002)
- Need for Speed : Poursuite Infernale 2 (PlayStation 2, 2002)
- NHL 2004 (GameCube, PlayStation 2, Xbox, 2003)
- Need for Speed : Underground (GameCube, PlayStation 2, Windows, Xbox, 2003)
- NHL 2005 (GameCube, PlayStation 2, Xbox, 2004)
- Need for Speed: Underground 2 (GameCube, PlayStation 2, Windows, Xbox, 2004)
- Need for Speed: Most Wanted (PlayStation 2, Windows, Xbox, Xbox 360, 2005)
- Need for Speed: Carbon (Macintosh, PlayStation 2, PlayStation 3, Wii, Windows, Xbox, Xbox 360, 2006)
- Skate (PlayStation 3, Xbox 360, 2007)
- Need for Speed: ProStreet (PlayStation 2, PlayStation 3, Wii, Windows, Xbox 360, 2007)
- Need for Speed: Undercover (PlayStation 2, PlayStation 3, Wii, Windows, Xbox 360, 2008)
- Skate It (Wii, 2008)
- Tap That (Xbox 360 Kinect, Wii, PlayStation 3 Move)
- Skate 2 (PlayStation 3, Xbox 360, 2009)
- Skate 3 (PlayStation 3, Xbox 360, 2010)
- Need for Speed: World (Windows, 2010)
- Need for Speed: The Run (PlayStation 3, Xbox 360, Windows, 2011)